# Brettl-Spitzen – Die Volkssänger-Revue
Brettl-Spitzen – Die Volkssänger-Revue ist eine satirische Musikshow, die seit 2012 im BR Fernsehen ausgestrahlt wird. Moderator und Erfinder der Sendung ist Jürgen Kirner. Zusammen mit Stars und Newcomern lässt er die Tradition der Volkssängerei wieder aufleben.

## Konzept und Inhalt
In jeder Sendung treten im Festsaal des Hofbräuhauses München Volkssänger aus Bayern, Österreich, Berlin und Baden-Württemberg vor Publikum auf. Es werden Couplets, Schlager und Lieder aus der Blütezeit der Volkssängerei zwischen 1840 und 1960 genauso wie aktuelle Wirtshauslieder aufgeführt.

## Entwicklung
Wirtshauslieder mit derben Witzen und hinterfotziger Sozialkritik. Die haben Jürgen Kirner schon in jungen Jahren fasziniert. Der Spagat zwischen dem kleinbürgerlichen Alltag und der großen Politik waren schon zwischen 1840 und 1920 (der Blütezeit der Volkssängerei) große Themen. Große Namen, wie Liesl Karlstadt, Karl Valentin, Papa Geis, Weiß Ferdl, Junker & Hönle und viele andere waren in München große Volkssängernamen.
Jürgen Kirner als Chef der Couplet-AG entwickelte 2012 in Zusammenarbeit mit der BR-Redakteurin Sabine von Meyeren, die zuvor Formate des BR Fernsehens, wie Kanal Fatal, Schlawiner, Herbert & Schnipsi oder auch Irgendwie und sowieso betreut hatte, eine Fernsehsendung, in der sich die Volkssänger-Szene präsentieren konnte.

## BR Brettl-Spitzen LIVE
Die Publikumslieblinge aus der Sendung sind auch live auf Tour zu erleben.
Mit dem Motto: „Dem Volk auf's Maul geschaut!“ präsentieren sie deftige Couplets, stimmungsvolle Wirtshauslieder und Satire.

## Jetzt sing i
Jetzt sing i heißt ein Wettbewerb für Nachwuchs-Volkssänger. Seit 2017 sucht Jürgen Kirner zusammen mit der Redaktion der Brettl-Spitzen in diesem Gesangswettbewerb neue, junge Künstler. Der Hauptgewinn: Ein Auftritt in der TV-Aufzeichnung der Brettl-Spitzen. Erstmals fand „Jetzt sing i“ 2017 im Zelt „Zur Schönheitskönigin“ auf der Oidn Wiesn statt. Nach zwei Jahren Corona-Zwangspause wurde der Wettbewerb 2022 im Festsaal des Hofbräuhauses ausgetragen.

## Künstler und Episoden
Brettl-Spitzen I (10.03.2013)
- Couplet-AG
- Gabi Lodermeier
- Norbert Heckner
- Harald Helfrich
- Gigi Pfundmair
- Helmut Knesewitch

Brettl-Spitzen-Musi: Bernhard Gruber, Gerry Feind, Florian Burgmayr, Evi Keglmaier

Brettl-Spitzen II (02.02.2014)
- Veronika von Quast
- Gabi Lodermeier
- Norbert Heckner
- Bettina von Haken
- Anton Leiss-Huber
- Duo Zwiadfach
- Trio Blecherne Sait'n
- Couplet-AG

Brettl-Spitzen-Musi: Bernhard Gruber, Berni Filser, Florian Burgmayr, Katharina Baur

Brettl-Spitzen III (01.02.2015)
- Veronika von Quast
- Brigitte Walbrun
- Winfried Frey
- Anton Leiss-Huber
- Ina Meling
- Kathrin Anna Stahl
- Duo Hojsa-Emersberger
- Geschwister Kölbl
- Kulmbocher Stollmusikanten
- Tom & Basti
- Barbara Preis
- Couplet-AG

Brettl-Spitzen-Musi: Bernhard Gruber, Berni Filser, Florian Burgmayr, Katharina Baur

Brettl-Spitzen IV (06.03.2016)
- Johanna Bittenbinder
- Susanne Brantl
- Ina Meling
- Kathrin Anna Stahl
- Barbara Preis
- Brigitte Walbrun
- Anton Leiss-Huber
- Fünferl
- Schleudergang
- D'Unger Buam
- häisd'n'däisd vomm mee
- Couplet-AG

Brettl-Spitzen-Musi: Bernhard Gruber, Berni Filser, Florian Burgmayr, Katharina Baur

Brettl-Spitzen EXTRA
- Martin Frank
- Susanne Brantl
- Caro Hetényi
- Anton Leiss-Huber
- Ina Meling
- Michel Schlenger
- Kathrin Anna Stahl
- Roland Stetter
- Älpertraume
- Bauernseufzer
- Geschwister Kölbl
- Couplet-AG
- Da wampert Zodert & da boartert Plattert
- Duo Hojsa-Emersberger
- häisd'n'däisd vomm mee
- Bianca Bachmann
- Jürgen Kirner

Brettl-Spitzen-Musi: Bernhard Gruber, Berni Filser, Daniel Barth, Florian Burgmayr, Katharina Baur

Brettl-Spitzen V (19.03.2017)
- Roland Hefter
- Christiane Brammer
- Susanne Brantl
- Ina Meling
- Helmut Emersberger
- Anton Leiss-Huber
- Tini Kainrath
- Michael Schlenger
- Brigitte Walbrun
- Älpertrauma
- De Laddshosen
- Da wampert Zodert & da boartert Plattert
- häisd'n'däisd vom mee
- Couplet-AG
- Bianca Bachmann
- Jürgen Kirner

Brettl-Spitzen-Musi: Bernhard Gruber, Berni Filser, Daniel Barth, Katharina Baur

Brettl-Spitzen VI (18.03.2018)
- Couplet-AG
- Bianca Bachmann
- Jürgen Kirner
- Roland Hefter
- Martin Frank
- Susanne Brantl
- Tini Kainrath
- Sushila Sara Mai
- Brigitte Walbrun
- Bauernseufzer
- Conny & die Sonntagsfahrer
- Da Franze & sei Spezi
- häisd'n'däisd vom mee
- Zwoagschroa

Brettl-Spitzen-Musi: Bernhard Gruber, Berni Filser, Daniel Barth, Katharina Baur

Brettl-Spitzen VII (01.01.2018)
- Caro Hetényi
- Josef "Bäff" Piendl
- Barbara Preis
- Couplet-AG
- Bianca Bachmann
- Jürgen Kirner
- Kathrin Anna Stahl
- Anton Leiss-Huber
- ausgfuXt.
- Die Herren Wunderlich
- Peterlesboum (Volker Heißmann & Bernd Händel)
- Tom & Basti
- Königlich privilegierte Waschhausvereinigung
- Schleudergang

Brettl-Spitzen-Musi: Bernhard Gruber, Berni Filser, Daniel Barth, Katharina Baur

Brettl-Spitzen VIII (01.01.2019)
- Jürgen Kirner
- Tobias Boeck
- Marion Schieder
- Michael Schlenger
- Brigitte Walbrun
- Bianca Bachmann
- ausgfuXt
- Schleudergang
- Die Fexer
- Die zwoa Schneidig'n
- D'Weinbergschnecken
- Gerner Zipfelklatscher
- Lausdeandln
- Zwoa & Oans
- De junga Oidboarisch'n
- Couplet-AG

Brettl-Spitzen-Musi: Bernhard Gruber, Berni Filser, Daniel Barth, Katharina Baur

Brettl-Spitzen IX (07.04.2019)
- Angela Ascher
- Martin Frank
- Roland Hefter
- Tini Kainrath
- Maria Deß
- Caro Hetényi
- Jürgen Kirner
- Blecherne Sait'n
- Conny & die Sonntagsfahrer
- Die 3 Pirkenseer Dorfheiligen
- Die Schrillen Fehlaperlen
- Lady Eve & her one man band
- Neurosenheimer
- Tom & Basti

Brettl-Spitzen-Musi: Bernhard Gruber, Berni Filser, Daniel Barth, Katharina Baur

Brettl-Spitzen X (01.01.2020)
- Barbara Preis
- Marion Schieder
- Tobias Boeck & Alexander Schuhmann
- Bianca Bachmann
- Wolfgang Kamm
- Jürgen Kirner
- Conny & die Sonntagsfahrer
- Schleudergang
- Couplet-AG
- Tschejefem
- Auf d'Sait'n
- Schleierfall Duo
- Odraaht & Lumpad

Brettl-Spitzen-Musi Bernhard Gruber, Berni Filser, Daniel Barth, Katharina Baur

Brettl-Spitzen XI (29.03.2020)
- Martin Frank
- Leonhard Meixner
- Tina Damm
- Josef "Bäff' Piendl
- Christoph Baierl
- Helmut Emersberger
- Bernd Händel
- Jürgen Kirner
- Bianca Bachmann
- Couplet-AG
- Tom & Basti
- Lady Eve & her one man band
- Großstadt Boazn
- Mausi & Hias
- Anna & Franzi
- Drent & Herent

Brettl-Spitzen-Musi: Bernhard Gruber, Berni Filser, Daniel Barth, Katharina Baur

Brettl-Spitzen XII (04.10.2020)
- Angela Ascher
- Tobias Boeck
- Roland Hefter
- Tini Kainrath
- Sandra Kreisler
- Roger Stein
- Bianca Bachmann
- Marion Schieder
- Couplet-AG
- Michael Schlenger
- Daniela Scheuerer
- Auf d'Sait'n
- Jürgen Kirner
- Bauernseufzer
- De Gschubstn
- Die Herren Wunderlich
- Mausi & Hias

Brettl-Spitzen-Musi: Bernhard Gruber, Berni Filser, Daniel Barth, Katharina Baur

Brettl-Spitzen XIII Sommer-Spezial (31.05.2020)
- Tobias Boeck
- Alexander Schuhmann
- Martin Frank
- Marion Schieder
- Bernd Händel
- Roland Hefter
- Volker Heißmann
- Tina Damm
- Maria Deß
- Couplet-AG
- Kathrin Anna Stahl
- Anton Leiss-Huber
- ausgfuXt.
- Conny & die Sonntagsfahrer
- Die Fexer
- Die schrillen Fehlaperlen
- Die zwoa Schneidig'n
- Gerner Zipfelklatscher
- Bianca Bachmann
- Schleudergang
- Großstadt Boazn
- Lady Eve and her one man band
- Mausi & Hias
- Tom & Basti
- Tschejefem
- Jürgen Kirner

Brettl-Spitzen-Musi: Bernhard Gruber, Berni Filser, Daniel Barth, Katharina Baur

Brettl-Spitzen XIV Winter-Spezial (01.01.2021)
- Jürgen Kirner
- Angela Ascher
- Bianca Bachmann
- Christoph Baierl
- Tobias Boeck
- Roland Hefter
- Tini Kainrath
- Sandra Kreisler
- Roger Stein
- Leo Meixner
- Agnes Palmisano
- Josef "Bäff" Piendl
- Daniela Scheuerer
- Bauernseufzer
- Marion Schieder
- Michael Schlenger
- Anna & Franzi
- Conny & die Sonntagsfahrer
- Couplet-AG
- Drent & Herent
- Odraaht & Lumpad
- Schleierfall Duo

Brettl-Spitzen-Musi: Bernhard Gruber, Berni Filser, Daniel Barth, Katharina Baur

Brettl-Spitzen XV (11.04.2021)
- Johanna Bittenbinder
- Jürgen Kirner
- Petra Auer
- Martin Frank
- Daniel Gutmann
- Maximilian Mayer
- Keller Steff
- Sebastian Reich
- Bianca Bachmann
- ausgfuXt.
- Bröslschmarrn
- Lausdeandln
- Schleierfall Duo
- Schleudergang
- Stierig

Brettl-Spitzen-Musi: Bernhard Gruber, Berni Filser, Florian Gröninger, Katharina Baur

Brettl-Spitzen XVI (03.10.2021)
- Barbara Preis
- Roland Hefter
- Marion Schieder
- Tobias Boeck
- Alexander Schuhmann
- Wolfgang Kamm
- Jürgen Kirner
- Bianca Bachmann
- Conny & die Sonntagsfahrer
- De dumma Deifi
- Couplet-AG
- Die Schrillen Fehlaperlen
- Gaudinockerl
- Tom & Basti

Brettl-Spitzen-Musi: Bernhard Gruber, Berni Filser, Daniel Barth, Katharina Baur

Brettl-Spitzen XVII (23.05.2021)
- Bianca Bachmann
- Jürgen Kirner
- Couplet-AG
- Josef "Bäff" Piendl
- Franz Josef Strohmeier
- Marion Schieder
- Tini Kainrath
- Anna & Franzi
- Andi & Elmar
- CubaBoarisch 2.0
- Dui do on de Sell
- De Gschubstn
- Großstadt Boazn
- Kaufmannsware

Brettl-Spitzen-Musi: Bernhard Gruber, Berni Filser, Daniel Barth, Katharina Baur
Brettl-Spitzen XVIII (01.01.2022)
- Brigitte Walbrun
- Silke Popp
- Bernhard Ulrich
- Tobias Boeck
- Jürgen Kirner
- Tom Naumann
- Bianca Bachmann
- Couplet-AG
- Auf d'Sait'n
- Bauernseufzer
- Die Herren Wunderlich
- David Lindermeier & Lukas Maier
- Kapelle Z'Wiad
- Schleudergang

Brettl-Spitzen-Musi: Bernhard Gruber, Berni Filser, Daniel Barth, Zoltan Laluska

Brettl-Spitzen XIX (13.03.2022)
- Marion Schieder
- Martin Frank
- Tobias Boeck
- Daniela "Mausi" Spieß
- Roland Hefter
- Daniel Gutmann
- Alexander Bolzer
- Conny & die Sonntagsfahrer
- Die Fexer
- Kühnhauser Klappstia
- Tom & Basti
- Zwoa & Oans

Brettl-Spitzen-Musi: Bernhard Gruber, Berni Filser, Daniel Barth, Zoltan Laluska

Brettl-Spitzen XX Sommer-Spezial (05.06.2022)
- Petra Auer
- Johanna Bittenbinder
- Tobias Boeck
- Martin Frank
- Schleudergang
- Jürgen Kirner
- Daniel Gutmann
- Maximilian Mayer
- Alex Bolzer
- Bernd Händel
- Barbara Preis
- Tini Kainrath
- Keller Steff
- Sebastian Reich & Amanda
- Marion Schieder
- ausgfuXt.
- Bauernseufzer
- Couplet-AG
- Bröslschmarrn
- Conny & die Sonntagsfahrer
- Cubaboarisch 2.0
- David Lindermeier & Lukas Maier
- Dui do on de Sell
- Schleierfall Duo
- Großstadt Boazn
- Kapelle Z'Wiad
- Kaufmannsware
- Lausdeandln

Brettl-Spitzen-Musi: Bernhard Gruber, Berni Filser, Tom Graf, Daniel Barth, Florian Gröninger, Katharina Baur, Zoltan Laluska

Brettl-Spitzen XXI 10-Jähriges Jubiläum (23.10.2022)
- Auf d' Seit'n
- Schleudergang
- Barbara Preis
- Tobias Boeck
- Roland Hefter
- Adi Hirschal
- Johanna Bittenbinder
- Tom Graf
- Bröslschmarrn
- Anja Fiedler
- Bianca Bachmann
- De Gschubstn
- Marion Schieder
- Couplet-AG
- Jürgen Kirner
- Fabian Neulinger

Brettl-Spitzen-Musi: Bernhard Gruber, Berni Filser, Tom Graf, Daniel Barth, Katharina Baur

Brettl-Spitzen XXII (01.01.2023)
- Couplet-AG
- Schleudergang
- Caro Hetènyi
- Angela Ascher
- Anita Eichhorn
- Melanie Geiger
- Roland Hefter
- Franz Josef Strohmeier
- Drent & Herent
- Daniel Gutmann
- Maximilian Mayer
- ausgfuXt.
- Mare und Miche
- Die Schrillen Fehlaperlen
- Jürgen Kirner

Brettl-Spitzen-Musi: Bernhard Gruber, Berni Filser, Katharina Baur, Florian Gröninger

Brettl-Spitzen XXIII (12.03.2023)
- Couplet-AG
- Barbara Preis
- Alexander Bolzer
- Tobias Boeck
- Daniela "Mausi" Spieß
- Fabian Neulinger
- Martin Frank
- Schleierfall Duo
- Tobias Probst
- Bauernseufzer
- Lukas Maier
- David Lindermeier
- Geschwister Kainzmaier
- Kühnhauser Klappstia
- Tom und Basti
- Jürgen Kirner

Brettl-Spitzen-Musi: Bernhard Gruber, Berni Filser, Katharina Baur, Florian Gröninger

Brettl-Spitzen XXIV (14.05.2023)
- Couplet-AG
- Tobias Boeck
- Auf d'Sait'n
- Conny & die Sonntagsfahrer
- Alexander Schuhmann
- Sophie Barth
- Dominik Landolt
- Schleudergang
- 16er Buam
- Dui do on de Sell
- Jürgen Kirner
- Marion Schieder

Brettl-Spitzen-Musi: Katharina Baur, Bernhard Gruber, Berni Filser, Florian Gröninger

Brettl-Spitzen XXV - Sommer-Spezial 2023 (23.07.2023)
- Couplet-AG
- Roland Hefter
- Martin Frank
- Tom & Basti
- Marion Schieder
- Tobias Boeck
- Daniela "Mausi" Spieß
- Caro Hetényi
- Anja Fiedler
- Adi Hirschal
- Jürgen Kirner
- Conny & die Sonntagsfahrer
- Schleudergang
- Bauernseufzer
- Die Herren Wunderlich
- Die Fexer
- Geschwister Kainzmaier
- Die Schrillen Fehlaperlen
- Zwoa & Oans
- Mare & Miche
- Daniel Gutmann
- Maximilian Mayer
- Franz Josef Strohmeier
- Drent & Herent
- Bröslschmarrn
- Susanne Brantl
- Franz Moosauer

Brettl-Spitzen-Musi: Katharina Baur, Bernhard Gruber, Berni Filser, Florian Gröninger, Daniel Barth, Zoltan Laluska

Brettl-Spitzen XXVI (10.09.2023)
- Monika Gruber
- Roland Hefter
- Couplet-AG
- Tom & Basti
- Barbara Preis
- Tobias Boeck
- Martha Pfündl
- Jürgen Kirner
- Bauernseufzer
- Andi & Elmar
- David Lindermeier
- Familienmusik Königseder
- Fabian Neulinger
- Lausdeandln
- Sebastian Reich & Amanda
- Tini Kainrath
- Tobias Probst

Brettl-Spitzen-Musi: Katharina Baur, Bernhard Gruber, Berni Filser, Florian Gröninger

Brettl-Spitzen XXVII (01.01.2024)
- Auf d'Sait'n
- Conny & die Sonntagsfahrer
- Couplet-AG
- Johanna Bittenbinder
- Tobias Boeck
- Alex Bolzer
- David und Lukas
- Jürgen Kirner
- Kühnhauser Klappstia
- Die Mundwerker
- Schleudergang
- Sandra Schwarzfischer

Brettl-Spitzen-Musi: Katharina Baur, Bernhard Gruber, Berni Filser, Florian Gröninger

Brettl-Spitzen XXVIII (03.03.2024)
- Couplet-AG
- Tom & Basti
- Roland Hefter
- Bauernseufzer
- Jürgen Kirner
- De Gschubstn
- Die Schrillen Fehlaperlen
- Tobias Boeck
- Daniela "Mausi" Spieß
- Geschwister Kainzmaier
- Jonas Eder
- Martin Kraft
- Die Neurosenheimer
- Tobias Probst

Brettl-Spitzen-Musi: Katharina Baur, Bernhard Gruber, Berni Filser, Florian Gröninger

Brettl-Spitzen XXIX (21.04.2024)
- Couplet-AG
- Angela Ascher
- Bauernseufzer
- Cornelia Corba
- Jürgen Kirner
- Die Herren Wunderlich
- Gaudinockerl
- Maximilian Mayer
- Daniel Gutmann
- Tristan & David
- Schleudergang
- D'Filsers

Brettl-Spitzen-Musi: Katharina Baur, Bernhard Gruber, Berni Filser, Florian Gröninger

Brettl-Spitzen XXX (12.05.2024)
- Couplet-AG
- Martin Frank
- Auf d'Sait'n
- Marion Schieder
- Roland Hefter
- Conny & die Sonntagsfahrer
- De Gschubstn
- Tom & Basti
- Kühnhauser Klappstia
- Tobias Boeck
- Daniela "Mausi" Spieß
- Tobias Boeck
- Tini Kainrath
- Anita Mellmer
- Beatrix Mang

Brettl-Spitzen-Musi: Katharina Baur, Bernhard Gruber, Berni Filser, Florian Gröninger

Brettl-Spitzen XXXI - Sommer-Spezial 2024 (28.07.2024)
- Couplet-AG
- Conny & die Sonntagsfahrer
- De Gschubstn
- Kühnhauser Klappstia
- Bröslschmarrn
- Dui do on de Sell
- Die Neurosenheimer
- 16er Buam
- Auf d'Sait'n
- Familienmusik Königseder
- Jürgen Kirner
- Andi & Elmar
- Tom & Basti
- Bauernseufzer
- Die Mundwerker
- Schleudergang
- Tobias Boeck
- Alexander Schuhmann
- Fabian Neulinger
- Tobias Probst
- Martin Kraft
- Johanna Bittenbinder
- Sandra Schwarzfischer
- Florian Gröninger
- Dominik Landolt
- Tini Kainrath
- Lausdeandln
- Martin Kraft

Brettl-Spitzen-Musi: Katharina Baur, Bernhard Gruber, Berni Filser, Florian Gröninger

## Spezial-Ausgaben
Brettl-Spitzen SKETCHE (19.02.2021)
Ein Wiedersehen mit Sketchen aus den Brettl-Spitzen-Sendungen, alle aus der Feder von Gastgeber Jürgen Kirner.
- Jürgen Kirner
- Angela Ascher
- Johanna Bittenbinder
- Bianca Bachmann
- Tobias Boeck
- Sepp Brem
- Christiane Brammer
- Richard Eder
- Winfried Frey
- Caro Hetényi
- Roland Hefter
- Wolfgang Kamm
- Adrian Kreuzer
- Anton Leiss-Huber
- Sushila Sara Mai
- Ina Meling
- Eva Petzenhauser
- Veronika von Quast
- Marion Schieder
- Michael Schlenger
- Kathrin Anna Stahl
- Brigitte Walbrun

Die Brettl-Spitzen feiern Advent (18.12.2022)
Ein Teil der Familie trifft sich im Valentin-Karlstadt-Musäum zu München für eine kleine Adventsfeier. Beim „Brettl-Spitzen-Wichteln“ zieht Jürgen Kirner aus seinem großen Jutesack vergnügliche Überraschungen aus zehn Jahren Brettl-Spitzen und aktuelle Kabinettstückchen heraus.
- Martin Frank
- Roland Hefter
- Marion Schieder
- Tobias Boeck
- Lukas Maier
- Barbara Preis
- Die Couplet-AG
- Schleudergang
- Brigitte Walbrun
- Caro Hetènyi
- Ina Meling
- Tini Kainraht
- Johanna Bittenbinder
- Helmut Emersberger
- Anton Leiss-Huber
- Fabian Neulinger
- ausgfuXt.
- Auf d'Sait'n
- Tschejefem
- Peterlesboum
- Volker Heißmann
- Bernd Händel
- Die Herren Wunderlich
- Anna und Franzi
- Fünferl
- Conny & die Sonntagsfahrer

Brettl-Spitzen-Musi: Bernhard Gruber, Berni Filser, Katharina Baur, Florian Gröninger

Die Brettl-Spitzen feiern Advent II (17.12.2023)
Ein Teil der Familie trifft sich im Valentin-Karlstadt-Musäum zu München für eine kleine Adventsfeier. Beim „Brettl-Spitzen-Wichteln“ zieht Jürgen Kirner aus seinem großen Jutesack vergnügliche Überraschungen aus zehn Jahren Brettl-Spitzen und aktuelle Kabinettstückchen heraus.
- Martin Frank
- Winfried Frey
- Roland Hefter
- Tobias Boeck
- Alex Schuhmann
- Daniel Gutmann
- Ina Meling
- Die Couplet-AG
- Tini Kainrath
- Leo Meixner
- Maximilian Mayer
- Ina Meling
- Tini Kainrath
- Barbara Preis
- Kathrin Anna Stahl
- Veronika von Quast
- Marion Schieder
- ausgfuXt.
- Auf d'Sait'n
- Bauernseufzer
- Conny & die Sonntagsfahrer
- Die Herren Wunderlich
- Geschwister Kainzmaier
- Geschwister Kölbl
- [häisd'n'däisd vomm mee]]
- Kühnhauser Klappstia

Brettl-Spitzen-Musi: Bernhard Gruber, Berni Filser, Katharina Baur, Florian Gröninger, Daniel Barth

## Veröffentlichungen
- Brettl-Spitzen – Die Volkssänger-Revue live aus dem Hofbräuhaus Vol. 1 (CD)[45]